# Beersel
Beersel è un comune belga di 23 578 abitanti situato a una decina di chilometri a sud di Bruxelles, nella provincia del Brabante Fiammingo, compresa nella regione delle Fiandre.

## Monumenti e luoghi d'Interesse
- Castello di Beersel. Uno dei più celebri castelli medievali del Belgio, è il monumento più importante della cittadina. Contornato da un lago, venne eretto in laterizi a partire dal 1300 da Goffredo de Hellebeke, Siniscalco del Ducato di Brabante. Passato di proprietà a diverse famiglie come i de Wittem o i famosi Arenberg, venne successivamente abbandonato e restaurato fedelmente nel XIX secolo quando venne ceduto alla Associazione Reale delle dimore storiche che ancora lo custodisce.